# Karlsruhe/Baden-Baden repülőtér
A Karlsruhe/Baden-Baden repülőtér (IATA: FKB, ICAO: EDSB) egy nemzetközi repülőtér Németországban, Karlsruhe és Baden-Baden közelében. Éves utasforgalma 1 304 701 fő (2022).

## Futópályák
A repülőtér futópályái:
- 03/21 (3000 m, 45 m, aszfalt, beton)

## Forgalom
Az utasforgalom az elmúlt években az alábbi módon változott:
| Utasok száma | 1 141 070 | 1 177 201 | 1 114 535 | 1 059 227 | 983 451 | 1 105 103 | 1 240 551 | 1 335 957 | 391 696 | 1 304 701 |
|              | 2008      | 2010      | 2011      | 2013      | 2014    | 2016      | 2017      | 2019      | 2020    | 2022      |

## Légitársaságok és úticélok
2024-ben a Karlsruhe/Baden-Baden repülőtérről az alábbi járatok indulnak (Utoljára frissítve: 2024-11-3):
| Légitársaság      | Célállomások |
| ----------------- | --- |
| Bees Airlines     | Suceava |
| Condor            | Szezonális: Palma de Mallorca |
| Corendon Airlines | Szezonális: Antalya |
| Enter Air         | Szezonális charter: Fuerteventura, Gran Canaria, Heraklion, Kos, Palma de Mallorca, Rhodos |
| Eurowings         | Szezonális: Palma de Mallorca |
| Freebird Airlines | Szezonális: Antalya |
| Mavi Gök Airlines | Szezonális charter: Antalya |
| Ryanair           | Agadir, Alicante, Banja Luka, Bari, Faro, Fès, Girona, London–Stansted, Málaga, Palma de Mallorca, Porto, Szófia, Stockholm–Arlanda, Tangier, Tel Aviv, Valencia, Zágráb Szezonális: Bergamo, Cagliari, Corfu, Dubrovnik, Gran Canaria, Lamezia Terme, Palermo, Seville, Tenerife–South, Thessaloniki, Trapani, Zadar |
| Wizz Air          | Belgrád, Sibiu, Skopje, Timișoara, Tirana |